# L'Apparition (film, 2018)
Pour les articles homonymes, voir L'Apparition.
Pour plus de détails, voir Fiche technique et Distribution.
L'Apparition est un film dramatique français coécrit et réalisé par Xavier Giannoli, sorti en 2018.

## Synopsis
Jacques Mayano est un grand reporter respecté travaillant pour Ouest-France. Journaliste talentueux et impartial, il vit reclus au retour d'un reportage en Syrie au cours duquel Christophe Ferreire, son photographe et ami a été tué. Il est alors contacté par un membre de la Congrégation pour la doctrine de la foi du Vatican lui demandant d'effectuer une mission particulière : faire partie d'une commission canonique chargée d'enquêter sur plusieurs apparitions de la Vierge Marie dont a été témoin une jeune fille, Anna Ferron, dans une petite ville des Alpes françaises. Alors que des milliers de pèlerins viennent se recueillir sur le lieu des apparitions présumées, Jacques rencontre la sensible et dévote Anna qui reçoit de nombreuses sollicitations. Il découvre progressivement les motivations cachées et les pressions à l’œuvre autour d'Anna, et les mystères qui entourent les apparitions. Il est également confronté aux opinions opposées, au sein de la commission. Et l'enquête qu'il mène va bouleverser ses croyances.

## Fiche technique
- Titre original : L'Apparition
- Réalisation : Xavier Giannoli
- Scénario : Jacques Fieschi, Xavier Giannoli et Marcia Romano
- Décors : Riton Dupire-Clément
- Costumes : Isabelle Pannetier
- Photographie : Éric Gautier
- Son : François et Renaud Musy
- Montage : Cyril Nakache
- Production : Olivier Delbosc ; Émilien Bignon (associé)
- Sociétés de production : Curiosa Films ; Proximus (étrangère) France 3 Cinéma, Gabriel Inc. et Memento Films Production (coproductions) ; SOFICA La Banque Postale Image 10, Manon 7 (en association avec)
- Société de distribution : Memento Films Distribution (France) ; O'Brother Distribution (Belgique), MK2 I Mile End (Québec), Praesens film (Suisse romande)
- Budget : 5 millions d’euros[réf. nécessaire]
- Pays d’origine :  France
- Langue originale : français
- Genre : drame
- Durée : 144 minutes
- Dates de sortie :
  - Belgique, France : 14 février 2018
  - Québec : 20 avril 2018

## Distribution
- Vincent Lindon : Jacques Mayano
- Galatéa Bellugi : Anna Ferron
- Patrick d'Assumçao : Père Borrodine
- Anatole Taubman : Anton Meyer
- Elina Löwensohn : Dr de Villeneuve, psychiatre
- Claude Lévèque : Père Gallois
- Gérard Dessalles : Stéphane Mornay, théologien
- Bruno Georis : Père Ezéradot
- Alicia Hava : Mériem
- Candice Bouchet : Valérie
- Natalia Dontcheva : Céline
- Gervais Dimwana : Joachim
- Bogdan Zamfir : Pavel
- Eric Paul : Directeur de la rédaction
- Joël Demarty : Monseigneur Vassilis
- François-Xavier Ledoux : Secrétaire de Monseigneur Vassilis
- Augusto Zucchi : Père Alfieri
- Marie Agnès Brigot : Madame Barratier
- Pascal Martin-Granel : Monsieur Delarive
- Isabelle Anciaux : Madame Delarive
- Aurore Broutin : Cécile
- Myriam Azencot : Sœur Clotilde
- Axelle Simon : Sœur Elisabeth
- Jeanne Cohendy : Sœur Laëtitia
- Hervé Cousin : Gaspard Lumio

## Production

### Tournage
Le film est tourné en partie sur les lieux mêmes où se situe l'action : la région de Gap dans les Hautes-Alpes, et notamment la chapelle Saint-James à Châteauroux-les-Alpes, mais aussi  à Rome, au Palais Farnèse pour les scènes censées se dérouler au Palais du Saint-Office, siège de la Congrégation pour la doctrine de la foi, et en Jordanie au camp de réfugiés de Zaatari et à Qusair Amra, un château du désert qui figure dans le film un monastère détruit en reconstruction.

## Musique
- Fratres pour orchestre à cordes et percussions d'Arvo Pärt
- Stellaire[6] de Georges Delerue
- Claudio Monteverdi
- Giovanni Pergolesi
- A Deal with Chaos de Jóhann Jóhannsson

## Accueil

### Accueil critique
En France, le site Allociné recense une moyenne des critiques presse de 3,5/5, et des critiques spectateurs à 3,3/5.
Samuel Douhaire, dans Télérama, est enthousiasmé par le film, en particulier, par les rencontres entre Jacques et Anna. L'Apparition est « une réflexion bouleversante sur la foi aux allures de polar. »
Jacques Mandelbaum, dans Le Monde, a un avis plus mitigé. Il reproche au réalisateur de ne pas avoir choisi entre la réalité de l'apparition et le mensonge d'Anna. Xavier Giannoli « se tient continûment au milieu du gué. »

## Distinctions
- César 2019 : nomination au César du meilleur espoir féminin pour Galatéa Bellugi